# بوتون (كيبك)
بوتون (بالإنجليزية: Potton, Quebec)‏ هي بلدية محلية في كيبيك تقع في كندا في Memphrémagog Regional County Municipality. يقدر عدد سكانها بـ 1,849 نسمة ومساحتها 278.60 كم2 .